# Ordine della Corona del re Zvonimiro
L'Ordine della Corona di re Zvonimiro è stata un'onorificenza concessa dallo Stato Indipendente di Croazia, come Regno di Croazia prima (1941-1943) e poi come Stato Indipendente di Croazia (1943-1945).

## Storia
La decorazione venne istituita il 17 maggio 1941 da Ante Pavelić (formalmente primo ministro della Croazia e capo del governo ustaša), per conto del sovrano formale Tomislavo II,  per ricompensare degnamente quanti, croati o stranieri, si fossero distinti a favore della Croazia. L'Ordine fu dedicato a re Zvonimiro di Croazia, vissuto nell'XI secolo.

## Gradi
L'Ordine disponeva dei seguenti gradi di benemerenza:
- Gran Croce con corona d'alloro e stella
- Gran Croce con spade e stella
- Gran Croce con stella
- Croce di I classe con corona d'alloro e stella
- Croce di I classe con spade e stella
- Croce di I classe con stella
- Croce di I classe con corona d'alloro
- Croce di I classe con spade
- Croce di I classe
- Croce di II classe con corona d'alloro
- Croce di II classe con spade
- Croce di II classe
- Croce di III classe con corona d'alloro
- Croce di III classe con spade
- Croce di III classe
- Medaglia di I classe (argento)
- Medaglia di II classe (bronzo)
- Medaglia di III classe (ferro)

## Insegne
- La medaglia consiste in una croce croata (con tre braccia a coda di rondine ed una normale), smaltata di bianco e bordata d'oro. Sul diritto si trova una croce latina in oro al centro della quale, in un medaglione è raffigurata in oro l'antica corona del regno di Croazia. Sul retro la medaglia riportava in oro delle scritte: sul braccio superiore la data "1076" (commemorazione dell'ascesa di Zvonimiro al trono croato) e sul braccio inferiore la data "1941" (proclamazione dello stato indipendente croato). Nelle due braccia centrali stava l'iscrizione "BOG I HRVATI" (Dio e i Croati). La medaglia poteva essere concessa con una corona d'alloro per meriti particolari conseguiti al fronte e con due spade incrociate dietro la croce stessa in caso di azioni meritevoli verso il nemico.
- La stella riprende esattamente le forme della medaglia dell'Ordine ma è montata su una stella raggiante in argento.
- Il nastro è rosso bordato di bianco.

## Insigniti notabili
- Giacomo Acerbo
- Hans Philipp
- Erich Raeder
- Carlo Vecchiarelli
- Kornél Oszlányi